# Servqual
SERVQUAL je metoda měření kvality služeb podle spokojenosti zákazníka, kterou poprvé publikovali američtí autoři Valarie Zeithaml, A. Parasuraman a Leonard Berry. Metoda je založena na modelu mezer (GAP analýza) mezi očekáváním zákazníka a následnou zkušeností se službou. Velikost těchto mezer se zjišťuje pomocí dotazování zákazníků .

## Koncept
Tento model definuje kvalitu jako rozdíl mezi vnímáním a očekáváním zákazníků s ohledem na kvalitu poskytování služeb. Společnost poskytne dotazník, kde jsou respondenti požádáni, aby ohodnotili úroveň služby, jakou očekávají a poté úroveň služby, která jim byla doopravdy poskytnuta. Dotazník obsahuje 22 otázek a představuje 5 rozměrů kvality, které zákazník hodnotí. Tyto rozměry jsou:
1. Hmotný majetek – Zařízení firmy, vybavení kanceláře, personál. Jsou to složky, se kterými přijde zákazník do kontaktu.
2. Spolehlivost – Vyjadřuje schopnost poskytnout službu spolehlivě a přesně.
3. Odpovědný přístup – Ochota pomoci zákazníkovi a poskytnutí rychlého a správného servisu.
4. Jistota – Vychází ze schopnosti zaměstnanců vyvolat důvěru u zákazníka. Vyžaduje znalosti a zdvořilost zaměstnanců.
5. Empatie – Individuální péče a pozornost o každého zákazníka, kterou společnost poskytuje [2].

## Mezery ve vnímání služeb
Autoři identifikovali 5 mezer, které mohou způsobit, že zákazník nebude spokojený s poskytnutou službou.
Mezera 1 – vyjadřuje rozdíl mezi tím, co zákazník očekává a tím, co si společnost myslí, že očekává. Vedení nemusí mít vždy přesné informace o tom, co zákazník požaduje, a proto vzniká nesoulad mezi názorem vedení a názorem zákazníka. Aby společnost předešla těmto problémům, musí provádět vhodné marketingové průzkumy a snažit se o co nejefektivnější komunikaci se zákazníky.
Mezera 2 – nastává při nesouladu v pohledu zákazníka a společnosti na kvalitativní charakteristiky dané služby. Vedení chápe požadavky zákazníka, ale nedokáže službu správně specifikovat a nastaví nevhodné parametry a standardy.
Mezera 3 – vzniká, když je rozdíl mezi vlastnostmi nabízené služby a jejím skutečným poskytováním. Tato mezera se týká systémů doručování služeb (personál, technologie a procesy). Zaměstnanci společnosti musí být řádně proškoleni, aby službu poskytovali v požadované kvalitě a podle nastavených standardů.
Mezera 4 – vytváří rozdíl mezi poskytovanou službou a externí komunikací se zákazníkem. Tato situace nastává, když společnost poskytuje zákazníkům určitou kvalitu služby, ale pomocí reklamy a dalších komunikačních kanálů vytváří dojem odlišné kvality.
Mezera 5 – tato mezera je součet všech předchozích mezer. Vyjadřuje, nakolik se odlišuje očekávání zákazníků od skutečně poskytnuté služby. Velikost této mezery se měří pomocí dotazníku .

## Dotazník
Dotazník původně obsahoval deset oblastí kvality služeb a celkem 97 otázek. Tato verze byla ovšem kritizována pro svou délku, a proto byl dotazník zkrácen na 22 otázek a pět rozměrů kvality. Respondent hodnotí různé aspekty kvality služby na číselné stupnici. Pro přesnější výpočet je možné využít i váženého skóre.
Následující tabulka je příklad vyhodnocení prvního rozměru – hmotný majetek. Jako nejdůležitější složky tohoto rozměru byly zvoleny vybavení prodejny, čistota prostředí prodejny a úprava a vzhled personálu, který službu poskytuje.
Hodnocení prvního rozměru
| Hmotný majetek | Očekávaná kvalita | Poskytnutá kvalita | Mezera |
| Vybavení       | 1                 | 1                  | 0      |
| Čistota        | 1                 | 1,5                | 0,5    |
| Personál       | 2                 | 1                  | -1     |
| Suma           |                   |                    | -0,5   |

Z tabulky je zřejmé, že součet jednotlivých mezer dává zápornou hodnotu. To znamená, že očekávání zákazníků jsou vyšší, než skutečná kvalita poskytnuté služby.

## Využití
Tato metoda se zabývá spokojeností zákazníka s poskytovanými službami. Jedná se o komplexní metodu, která zahrnuje nejdůležitější složky důležité pro celkovou spokojenost zákazníka. Její výhodou je využití při různorodosti nabízených služeb, využití najde například v pojišťovnictví, bankovnictví, poradenství nebo v maloobchodě. Metoda umožňuje analyzovat problémy, které mohou vznikat při celém průběhu procesu poskytování služeb.
Metoda SERVQUAL byla využita v mnoha studiích po celém světě a to jak v B2B tak v B2C prostředí .

## Nedostatky
Mezi nejčastěji kritizované aspekty této metody patří délka dotazníku a jeho vypovídající kvalita. Obecně jsou očekávání zákazníků velmi vysoká a často také uvádějí při vyplňování dotazníků nejvyšší stupeň hodnocení při dotazování na očekávanou kvalitu služby .